# Bartholomäus Zeitblom

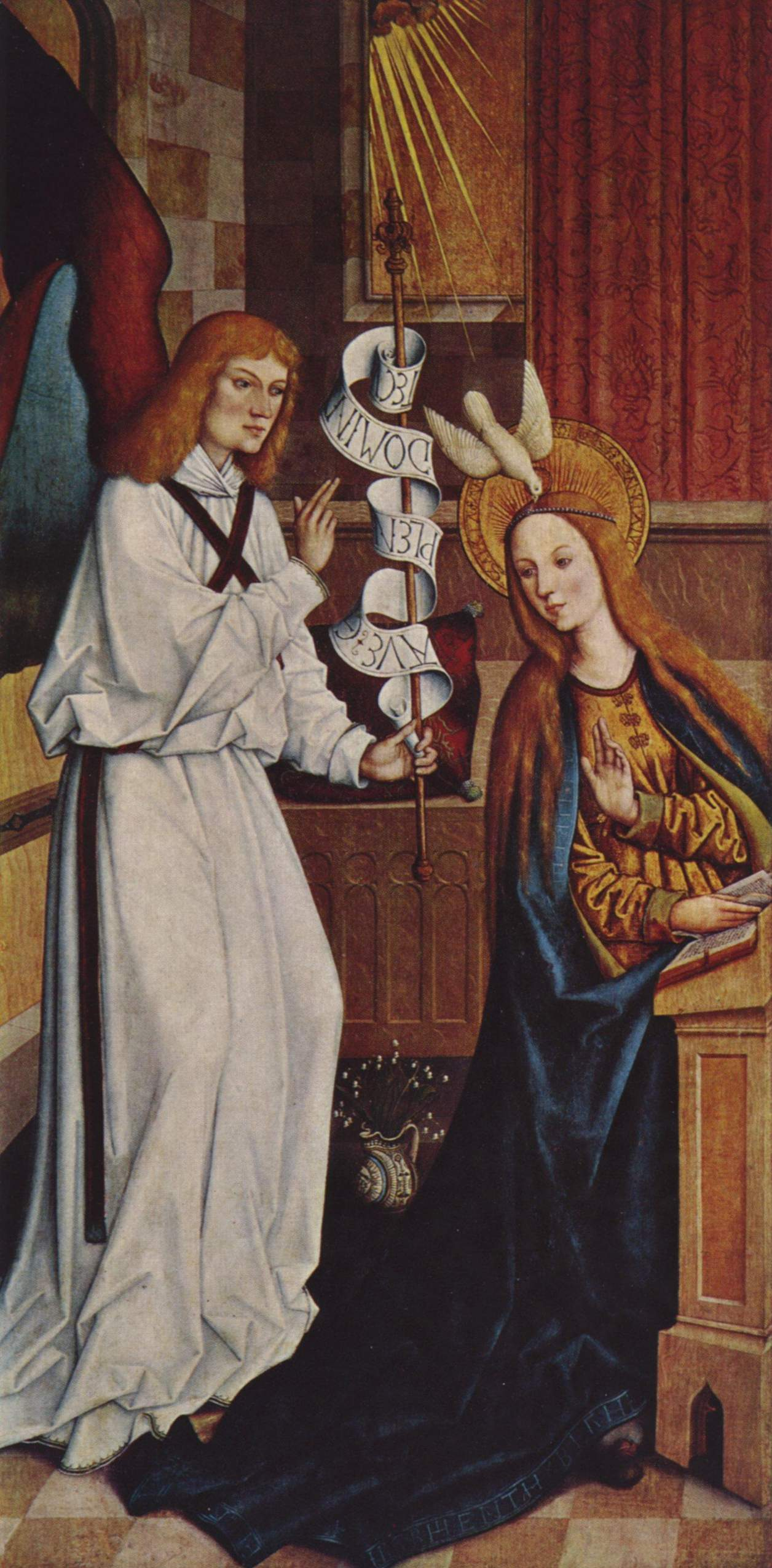
Marie bebådelse på Eschacher Altar i Staatsgalerie Stuttgart.

Bartolomäus Zeitblom, född tidigast 1450, död 1518 i Ulm, var en tysk målare.
Zeitblom, som tillhörde den schwabiska skolan, stammade från Nördlingen. Han var lärling till Friedrich Herlin och samarbetade med denne (ett altarskåp). Han var bosatt i Ulm från 1484 till sin död. Han samarbetade där med Schüchlin och påverkades också av den från Schongauer utgående riktningen. 
Zeitbloms målningar utmärks av rättframhet, renhet och uppriktighet i känslan; han är på en gång duktig i sin förmåga och blygsam i sitt uppträdande. Man känner igen hans blonda typ och hans figurers ofta magra extremiteter. Särskilt är han bekant som den främste av sina samtida tyskar i behandling av draperiet. Likaså beröms han för sin färg och för sin gedigna faktur. Han är bäst, då han framställer figurer i lugn, framförallt enstaka helgon, genomträngda av den religiösa känslans värme, men utan allt svärmeri. 
Från Zeitblom härrör ett altarverk, på vars flyglar han målat Sankt Nicolaus och Sankt Franciscus samt Kristus på Oljeberget (utanpå) och (som predella) Frälsaren mellan två helgon (1488, i Stuttgarts fornsamling), samt ett annat med Kristi födelse och Frambärandet i templet (inuti), Bebådelsen (utanpå) och på predellan Kristus mellan apostlarna och Veronikas svetteduk. 
Av övriga framstående arbeten märks ett par stora altarflyglar med de två Johannes, Bebådelsen och Besöket hos Elisabet med mera, vidare en cykel på dubbla flygelpar på ett berömt altarverk i Blaubeuren, med 16 kompositioner ur Johannes Döparens liv (nu i Staatsgalerie Altdeutsche Meister i Augsburg). Liknande verk finns av honom i Bingen, Sigmaringen, Nürnbergs St. Morizkapell, Münchens Alte Pinakothek, Karlsruhe och Stuttgart. Hans senast daterade verk (1504, i Augsburg) visar skärpt realistisk hållning.